# القمة الإثيوبية الإريترية 2018
التقى كلاً من رئيس إريتريا أسياس أفورقي و رئيس الوزراء الإثيوبي آبي أحمد في قمة عقدت في الثامن والتاسع من تموز/يوليو لعام 2018 في أسمرة وهو أول اجتماع من نوعه بين القيادة الإثيوبية والإريترية منذ نهاية الحرب الإريترية الإثيوبية في عام 2000. ووقع الزعيمان بيانًا رسمياً مشتركًا ينهي صراع الحدود الإريتري–الإثيوبي ويعيد العلاقات الدبلوماسية ويفتح حدودهما على بعضها البعض.